# أندرو فرازير
أندرو فرازير (بالإنجليزية: Andrew Fraser)‏ هو سياسي أسترالي، ولد في 19 ديسمبر 1952 بنيوكاسل في أستراليا. حزبياً، نشط في New South Wales National Party ‏. في 1991 New South Wales state election ‏، انتخب عضو الجمعية التشريعية نيو ساوث ويلز عن دائرة Electoral district of Coffs Harbour ‏ (3 نوفمبر 1990 – ).